# William Brownrigg
William Brownrigg, angleški zdravnik, * 24. marec 1711, † 1800.
Brownrigg je kot prvi prepoznal platino kot nov kemijski element.
- The Art of making common salt, 1748